# Гаврилюк Олександр Миколайович
Олександр Миколайович Гаврилюк (нар. 1984, Харків) — український і австралійський піаніст.

## Біографія
Народився в сім'ї музикантів. Навчався фортепіано в ХССМШ в класі Віктора Макарова. У віці 13 років Олександр разом з В. Макаровим та іншими його учнями переїхав в Сідней (Австралія), де продовжив навчання. У 2000 році отримав громадянство Австралії. 
У 2004 звинуватив свого вчителя у сексуальних домаганнях, внаслідок чого В. Макаров був засуджений до 16 років позбавлення волі.Пізніше висунуті В. Гаврилюком звинувачення були зняті.
З 2006-го року Олександр живе в Європі зі своєю родиною, перідоично гастролюючи в Австралії та країнах Східно Азії.
У червні 2008 року Олександр одружився з Зорицею Маркович, арт-менеджером з Австралії. Вони мають дві доньки: Ганна-Емілія і Олівія-Софія. У 2013 році А.Гаврилюк уклав контракт і підписав генеральну угоду з менеджерської компанією Askonas Holt в Лондоні. У травні 2013 року дебютував з Оркестром Романської Швейцарії під управлінням Нееме Ярві з фортепіанними концертами і Рапсодією на тему Паганіні С. Рахманінова. У цьому ж році Олександр знову виступив з Королівським оркестром Концертгебау під управлінням Ст. Юровського.
Щорічно Олександр Гаврилюк грає благодійні концерти в Будинку Уряду в Сіднеї на запрошення її Величності Governor of New South Wales Марі Башир, гроші з яких перераховуються на будівництво шкіл і центрів допомоги для дітей з найбідніших сімей Камбоджі. Олександр також є Ambassador of the Young Pianist Foundation, до сфери якого входить збір коштів на стипендії молодих талантів Австралії.

## Нагороди
- Перша премія на Міжнародному конкурсі піаністів ім. Горовиця в Києві в 1999 році (Україна).
- Перший приз на Міжнародному конкурсі піаністів в Хамамацу (Японія) в 2000 році.
- Перший приз і золоту медаль на Міжнародному конкурсі піаністів ім. Артура Рубінштейна в Тель — Авіві у 2005 році

## Записи
- Brahms: Paganini Variations; Liszt: Mephisto Waltz; Tarantella; Danse Macabre; Isolde's Liebestod / Alexander Gavrylyuk. Label: Piano Classics, 2015.
- Mussorgsky: Pictures At An Exhibition; Schumann: Kinderszenen / Alexander Gavrylyuk. Label: Piano Classics, 2014.
- Rachmaninov: Moments Musicaux; Scriabin: Sonata No 5; Prokofiev: Sonata No 7 / Alexander Gavrylyuk. Label: Piano Classics, 2011.
- Prokofiev: Piano Concertos Nos. 3 & 5 / Alexander Gavrylyuk, Vladimir Ashkenazy. Label: Triton (Octavia), 2011.
- Sergei Prokofiev: Piano Concertos Nos. 1, 2 & 4 «left Hand» / Alexander Gavrylyuk, Vladimir Ashkenazy. Label: Triton (Octavia), 2011.
- Alexander Gavrylyuk In Recital — Arcadi Volodos, Sergei Rachmaninov, Mily Balakirev, Moritz Moszkowski. Label: Video Artists International, 2010. (2 disks)
- Miami International Piano Festival / Alexander Gavrylyuk — Franz Joseph Haydn, Johannes Brahms, Alexander Scriabin, Sergei Prokofiev. Label: Vai Audio, 2006. (2 disks).[7]